# Championnats des quatre continents de patinage artistique 2017
Navigation
Édition précédente Édition suivante
Les championnats des quatre continents 2017 ont lieu du 16 au 19 février 2017 au palais des glaces de Gangneung en Corée du Sud.
Ces championnats des quatre continents sont l'événement test pour les compétitions de patinage artistique des Jeux olympiques d'hiver de 2018 qui vont avoir lieu dans cette même arène. 

## Qualifications
Les patineurs sont éligibles à l'épreuve s'ils représentent une nation non européenne membre de l'Union internationale de patinage (International Skating Union en anglais) et s'ils ont atteint l'âge de 15 ans avant le 1er juillet 2016 dans leur pays de naissance. La compétition correspondante pour les patineurs européens est le championnat d'Europe 2017. Les fédérations nationales sélectionnent leurs patineurs en fonction de leurs propres critères, mais l'Union internationale de patinage exige un score minimum d'éléments techniques (Technical Elements Score en anglais) lors d'une compétition internationale avant les championnats des Quatre Continents.

### Score minimum d'éléments techniques
L'Union internationale de patinage stipule que les notes minimales doivent être obtenues lors d'une compétition internationale senior reconnue par elle-même au cours de la saison en cours ou précédente.
| Score minimum d'éléments techniques                                                         | Score minimum d'éléments techniques | Score minimum d'éléments techniques |
| Discipline                                                                                  | Programme court                     | Programme libre                     |
| Messieurs                                                                                   | 25.00                               | 45.00                               |
| Dames                                                                                       | 20.00                               | 36.00                               |
| Couples                                                                                     | 20.00                               | 36.00                               |
| Danse sur glace                                                                             | 19.00                               | 29.00                               |
| ------------------------------------------------------------------------------------------- | ----------------------------------- | ----------------------------------- |
| Les scores des programmes courts et libres peuvent être obtenus à différentes compétitions. |                                     |                                     |

### Nombre d'inscriptions par discipline
Chaque nation membre qualifiée peut avoir jusqu'à trois inscriptions par discipline.

## Podiums
| Épreuves                            | Or                        | Argent                          | Bronze                                  |
| ----------------------------------- | ------------------------- | ------------------------------- | --------------------------------------- |
| Messieurs résultats détaillés       | Nathan Chen               | Yuzuru Hanyu                    | Shoma Uno                               |
| Dames résultats détaillés           | Mai Mihara                | Gabrielle Daleman               | Mirai Nagasu                            |
| Couples résultats détaillés         | Sui Wenjing / Han Cong    | Meagan Duhamel / Eric Radford   | Liubov Ilyushechkina / Dylan Moscovitch |
| Danse sur glace résultats détaillés | Tessa Virtue / Scott Moir | Maia Shibutani / Alex Shibutani | Madison Chock / Evan Bates              |

## Tableau des médailles
| Rang  | Nation     | Or | Argent | Bronze | Total |
| ----- | ---------- | -- | ------ | ------ | ----- |
| 1     | Canada     | 1  | 2      | 1      | 4     |
| 2     | États-Unis | 1  | 1      | 2      | 4     |
| 3     | Japon      | 1  | 1      | 1      | 3     |
| 4     | Chine      | 1  | 0      | 0      | 1     |
| Total | Total      | 4  | 4      | 4      | 12    |

## Détails des compétitions

### Messieurs

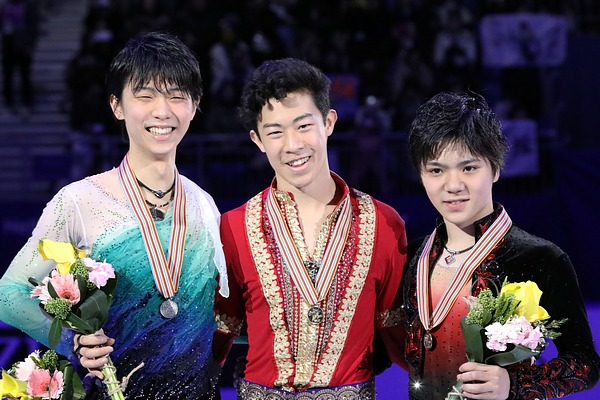
Podium des Messieurs

| Rang                                        | Nom                        | Pays           | Points | Programme court | Programme court | Programme libre | Programme libre |
| ------------------------------------------- | -------------------------- | -------------- | ------ | --------------- | --------------- | --------------- | --------------- |
| 1                                           | Nathan Chen                | États-Unis     | 307.46 | 1               | 103.12          | 2               | 204.34          |
| 2                                           | Yuzuru Hanyu               | Japon          | 303.71 | 3               | 97.04           | 1               | 206.67          |
| 3                                           | Shoma Uno                  | Japon          | 288.05 | 2               | 100.28          | 3               | 187.77          |
| 4                                           | Patrick Chan               | Canada         | 267.98 | 5               | 88.46           | 4               | 179.52          |
| 5                                           | Jin Boyang                 | Chine          | 267.51 | 4               | 91.33           | 5               | 176.18          |
| 6                                           | Jason Brown                | États-Unis     | 245.85 | 9               | 80.77           | 6               | 165.08          |
| 7                                           | Misha Ge                   | Ouzbékistan    | 239.41 | 8               | 81.85           | 8               | 157.56          |
| 8                                           | Nam Nguyen                 | Canada         | 237.08 | 13              | 72.99           | 7               | 164.09          |
| 9                                           | Grant Hochstein            | États-Unis     | 235.72 | 7               | 81.94           | 9               | 153.78          |
| 10                                          | Yan Han                    | Chine          | 235.45 | 6               | 84.08           | 10              | 151.37          |
| 11                                          | Brendan Kerry              | Australie      | 227.39 | 10              | 78.11           | 11              | 149.28          |
| 12                                          | Kevin Reynolds             | Canada         | 222.31 | 12              | 76.36           | 12              | 145.95          |
| 13                                          | Keiji Tanaka               | Japon          | 220.18 | 11              | 77.55           | 13              | 142.63          |
| 14                                          | Michael Christian Martinez | Philippines    | 214.15 | 14              | 72.47           | 14              | 141.68          |
| 15                                          | Julian Yee                 | Malaisie       | 202.67 | 15              | 72.21           | 16              | 130.46          |
| 16                                          | Lee Si-hyeong              | Corée du Sud   | 195.72 | 17              | 65.40           | 17              | 130.32          |
| 17                                          | Kim Jin-seo                | Corée du Sud   | 195.05 | 18              | 64.26           | 15              | 130.79          |
| 18                                          | Lee June-hyoung            | Corée du Sud   | 187.58 | 16              | 67.55           | 18              | 120.03          |
| 19                                          | Chih-I Tsao                | Taipei chinois | 169.63 | 22              | 51.02           | 19              | 118.61          |
| 20                                          | Andrew Dodds               | Australie      | 162.05 | 19              | 60.17           | 21              | 101.88          |
| 21                                          | Mark Webster               | Australie      | 160.03 | 20              | 54.92           | 20              | 105.11          |
| 22                                          | Leslie Man Cheuk Ip        | Hong Kong      | 146.74 | 21              | 52.86           | 22              | 93.88           |
| 23                                          | Kai Xiang Chew             | Malaisie       | 138.46 | 23              | 47.38           | 23              | 91.08           |
| 24                                          | Micah Tang                 | Taipei chinois | 135.79 | 24              | 46.41           | 24              | 89.38           |
| Patineurs éliminés après le programme court |                            |                |        |                 |                 |                 |                 |
| 25                                          | Harry Hau Yin Lee          | Hong Kong      |        | 25              | 45.27           | NC              | NC              |
| 26                                          | Harrison Jon-Yen Wong      | Hong Kong      |        | 26              | 45.12           | NC              | NC              |

### Dames

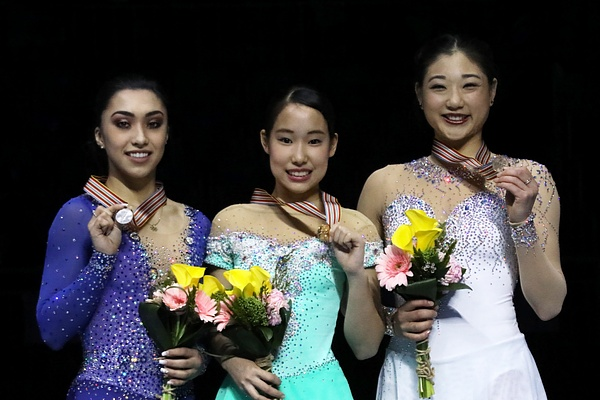
Podium des Dames

| Rang    | Nom                  | Pays           | Points | Programme court | Programme court | Programme libre | Programme libre |
| ------- | -------------------- | -------------- | ------ | --------------- | --------------- | --------------- | --------------- |
| 1       | Mai Mihara           | Japon          | 200.85 | 4               | 66.51           | 1               | 134.34          |
| 2       | Gabrielle Daleman    | Canada         | 196.91 | 1               | 68.25           | 3               | 128.66          |
| 3       | Mirai Nagasu         | États-Unis     | 194.95 | 5               | 62.91           | 2               | 132.04          |
| 4       | Kaetlyn Osmond       | Canada         | 184.17 | 2               | 68.21           | 6               | 115.96          |
| 5       | Choi Da-bin          | Corée du Sud   | 182.41 | 6               | 61.62           | 4               | 120.79          |
| 6       | Mariah Bell          | États-Unis     | 177.10 | 7               | 61.21           | 7               | 115.89          |
| 7       | Li Zijun             | Chine          | 177.05 | 8               | 60.37           | 5               | 116.68          |
| 8       | Elizabet Tursynbaeva | Kazakhstan     | 176.65 | 3               | 66.87           | 11              | 109.78          |
| 9       | Wakaba Higuchi       | Japon          | 172.05 | 10              | 58.83           | 9               | 113.22          |
| 10      | Rika Hongo           | Japon          | 167.42 | 9               | 59.16           | 13              | 108.26          |
| 11      | Alaine Chartrand     | Canada         | 167.12 | 14              | 53.64           | 8               | 113.48          |
| 12      | Karen Chen           | États-Unis     | 166.82 | 12              | 55.60           | 10              | 111.22          |
| 13      | Li Xiangning         | Chine          | 164.85 | 11              | 55.73           | 12              | 109.12          |
| 14      | Brooklee Han         | Australie      | 152.05 | 16              | 48.44           | 14              | 103.61          |
| 15      | Zhao Ziquan          | Chine          | 147.37 | 15              | 49.97           | 15              | 97.40           |
| 16      | Kailani Craine       | Australie      | 136.91 | 13              | 54.70           | 17              | 82.21           |
| 17      | Amy Lin              | Taipei chinois | 125.02 | 18              | 45.40           | 19              | 79.62           |
| 18      | Maisy Ma             | Hong Kong      | 124.65 | 19              | 43.55           | 18              | 81.10           |
| 19      | Son Suh-hyun         | Corée du Sud   | 122.35 | 22              | 38.61           | 16              | 83.74           |
| 20      | Chloe Ing            | Singapour      | 120.18 | 21              | 41.61           | 20              | 78.57           |
| 21      | Shuran Yu            | Singapour      | 118.40 | 20              | 43.26           | 21              | 75.14           |
| Abandon | Kim Na-hyun          | Corée du Sud   |        | 17              | 45.95           |                 |                 |
| Abandon | Michaela du Toit     | Afrique du Sud |        | 23              | 33.39           |                 |                 |

### Couples
| Rang | Nom                                        | Pays         | Points | Programme court | Programme court | Programme libre | Programme libre |
| ---- | ------------------------------------------ | ------------ | ------ | --------------- | --------------- | --------------- | --------------- |
| 1    | Sui Wenjing / Han Cong                     | Chine        | 225.03 | 1               | 80.75           | 1               | 144.28          |
| 2    | Meagan Duhamel / Eric Radford              | Canada       | 212.23 | 3               | 74.31           | 2               | 137.92          |
| 3    | Liubov Ilyushechkina / Dylan Moscovitch    | Canada       | 205.31 | 4               | 73.04           | 4               | 132.27          |
| 4    | Yu Xiaoyu / Zhang Hao                      | Chine        | 203.40 | 2               | 75.20           | 5               | 128.20          |
| 5    | Peng Cheng / Jin Yang                      | Chine        | 202.92 | 7               | 66.44           | 3               | 136.48          |
| 6    | Alexa Scimeca Knierim / Chris Knierim      | États-Unis   | 193.91 | 6               | 69.10           | 6               | 124.81          |
| 7    | Kirsten Moore-Towers / Michael Marinaro    | Canada       | 192.35 | 5               | 70.89           | 7               | 121.46          |
| 8    | Haven Denney / Brandon Frazier             | États-Unis   | 179.45 | 8               | 63.39           | 8               | 116.06          |
| 9    | Ashley Cain / Timothy LeDuc                | États-Unis   | 168.87 | 9               | 62.58           | 10              | 106.27          |
| 10   | Sumire Suto / Francis Boudreau-Audet       | Japon        | 164.96 | 10              | 58.14           | 9               | 106.82          |
| 11   | Ekaterina Alexandrovskaïa / Harley Windsor | Australie    | 154.10 | 11              | 56.10           | 11              | 98.00           |
| 12   | Kim Su-yeon / Kim Hyung-tae                | Corée du Sud | 140.68 | 13              | 49.88           | 12              | 90.80           |
| 13   | Miu Suzaki / Ryuichi Kihara                | Japon        | 130.85 | 12              | 50.48           | 14              | 80.37           |
| 14   | Ji Min-ji / Themistocles Leftheris         | Corée du Sud | 129.19 | 14              | 45.81           | 13              | 83.38           |
| 15   | Kim Kyu-eun / Alex Kang-chan Kam           | Corée du Sud | 118.91 | 15              | 41.06           | 15              | 77.85           |

### Danse sur glace
| Rang | Nom                                  | Pays         | Points | Danse courte | Danse courte | Danse libre | Danse libre |
| ---- | ------------------------------------ | ------------ | ------ | ------------ | ------------ | ----------- | ----------- |
| 1    | Tessa Virtue / Scott Moir            | Canada       | 196.95 | 1            | 79.75        | 1           | 117.20      |
| 2    | Maia Shibutani / Alex Shibutani      | États-Unis   | 191.85 | 2            | 76.59        | 2           | 115.26      |
| 3    | Madison Chock / Evan Bates           | États-Unis   | 185.58 | 3            | 74.67        | 3           | 110.91      |
| 4    | Madison Hubbell / Zachary Donohue    | États-Unis   | 180.82 | 4            | 73.79        | 6           | 107.03      |
| 5    | Kaitlyn Weaver / Andrew Poje         | Canada       | 180.09 | 5            | 71.15        | 4           | 108.94      |
| 6    | Piper Gilles / Paul Poirier          | Canada       | 170.14 | 7            | 61.21        | 5           | 108.93      |
| 7    | Wang Shiyue / Liu Xinyu              | Chine        | 154.23 | 6            | 61.45        | 7           | 92.78       |
| 8    | Min Yu-ra / Alexander Gamelin        | Corée du Sud | 144.69 | 8            | 59.01        | 8           | 85.68       |
| 9    | Kana Muramoto / Chris Reed           | Japon        | 140.38 | 9            | 57.80        | 9           | 82.58       |
| 10   | Cheng Hong / Zhao Yan                | Chine        | 128.55 | 11           | 51.34        | 10          | 77.21       |
| 11   | Song Linshu / Sun Zhuoming           | Chine        | 124.59 | 10           | 51.60        | 11          | 72.99       |
| 12   | Emi Hirai / Marien de la Asuncion    | Japon        | 121.71 | 12           | 49.35        | 12          | 72.36       |
| 13   | Lee Ho-jung / Richard Kang-in Kam    | Corée du Sud | 112.42 | 13           | 44.57        | 13          | 67.85       |
| 14   | Adele Morrison / Demid Rokachev      | Australie    | 96.35  | 14           | 37.87        | 14          | 58.48       |
| 15   | Matilda Friend / William Badaoui     | Australie    | 89.29  | 16           | 32.75        | 15          | 56.54       |
| 16   | Kimberley Hew-Low / Timothy McKernan | Australie    | 84.97  | 15           | 33.54        | 16          | 51.43       |